# Communauté de communes de la Région de Mourmelon
Die Communauté de communes de la Région de Mourmelon ist ein ehemaliger französischer Gemeindeverband mit der Rechtsform einer Communauté de communes im Département Marne in der Region Grand Est. Sie wurde am 31. Dezember 2001 gegründet und umfasste acht Gemeinden. Der Verwaltungssitz befand sich im Ort Mourmelon-le-Grand.

## Historische Entwicklung
Mit Wirkung vom 1. Januar 2017 fusionierte der Gemeindeverband mit der Communauté d’agglomération de Châlons-en-Champagne (vor 2017) und bilde so die Communauté d’agglomération de Châlons-en-Champagne. Trotz der Namensgleichheit handelt es sich um eine Neugründung mit anderer Rechtspersönlichkeit.

## Ehemalige Mitgliedsgemeinden
1. Baconnes
2. Bouy
3. Dampierre-au-Temple
4. Livry-Louvercy
5. Mourmelon-le-Grand
6. Mourmelon-le-Petit
7. Saint-Hilaire-au-Temple
8. Vadenay